# 相思曲
〈相思曲〉，古琴曲。较早被收录于明代杨表正撰辑的《重修真传琴谱》中。

## 曲意
据琴曲原文记载：苏东坡携妓游玩于琼州红拂寺，而妓因染上病不治身亡，东坡于是用琴给她殉葬，埋葬在了寺院的墙根下面。后来一名州守晚上住宿在寺院中，忽然听到有女子的歌声十分在悲凄。第二天州守于是追究僧人的罪。僧人们都不知道是什么原因。老僧说听说前朝苏东坡学士将一妓葬在寺院，可能是这个妓的魂魄吧。于是州守命人将棺材打开，发现一个女子抱着琴还有詞一阕，名叫相思曲。故此曲由此而来。
《重修真传琴谱》：「昔蘇子携妓抱琴，常遊瓊州紅拂寺。而後妓忽染疾亡， 即以琴殉，葬之寺後粉墻西。後州守夜宿茲寺，忽聞女子哽咽悲歌，更次不去。曉，乃究僧隱淫之罪，衆莫知其由。老僧稟云，聞前朝蘇學士携葬一妓於寺後，想此妓之魂歟。遂命發棺，見女抱琴，誌詞一闋，名曰相思曲，與夜歌相同。寺僧方釋。其曲雖小，寓意亦妙而微也。」